# Caponina chilensis
Caponina chilensis là một loài nhện trong họ Caponiidae.
Loài này thuộc chi Caponina. Caponina chilensis được Norman I. Platnick miêu tả năm 1994.